# Maison de Rohan-Chabot
 (août 2025).
Si vous disposez d'ouvrages ou d'articles de référence ou si vous connaissez des sites web de qualité traitant du thème abordé ici, merci de compléter l'article en donnant les références utiles à sa vérifiabilité et en les liant à la section « Notes et références ».
Pour les articles homonymes, voir Rohan, Chabot et Familles de Rohan.
La maison de Rohan-Chabot est une famille subsistante de la noblesse française, établie en Île-de-France depuis 1645. Elle est issue du mariage en 1645 de son fondateur, Henri Chabot, avec l'héritière du duché de Rohan. Elle forme la branche ainée de la famille de Chabot, originaire du Poitou.

## Histoire
La maison de Rohan-Chabot a pour auteur Henri Chabot (1616-1655), seigneur de Saint-Aulaye, fils de Charles Chabot, seigneur de Saint-Gelais, de Saint-Aulaye, cadet de la branche de Jarnac, et d'Henriette de Lur. Il épousa en 1645 Marguerite de Rohan (1617-1684), fille unique et héritière d'Henri II de Rohan, premier duc de Rohan (1603),.
À la suite de son mariage, Henri Chabot fut créé duc de Rohan et pair de France en 1648 par Mazarin, sous le règne de Louis XIV.

## Personnalités

### Les ducs de Rohan
- Louis-Marie-Bretagne-Dominique de Rohan-Chabot (1710-1791), cinquième duc de Rohan et pair de France. Colonel en 1734, avec un régiment à son nom en 1738, général de brigade en 1743, maréchal de camp en 1762, lieutenant général des armées du roi en 1781.
- Louis-Antoine-Auguste de Rohan-Chabot (1733-1807), duc de Chabot (à brevet) en 1775, sixième duc de Rohan et pair de France. Brigadier de cavalerie en 1763, maréchal de camp en 1772, lieutenant général en 1781, chevalier de l'Ordre du Saint-Esprit en 1783.
- Alexandre-Louis-Auguste de Rohan-Chabot (1761-1816), septième duc de Rohan et pair de France, maréchal de camp, colonel du régiment royal du comte d'Artois, lieutenant-général des armées du roi, Premier gentilhomme de la Chambre.
- Louis-François-Auguste de Rohan-Chabot (1788-1833), huitième duc de Rohan et pair de France, comte de l'Empire. Marié en 1808 à Armandine de Sérent, il est veuf en 1815. Très pieux, il écarte la perspective d'un remariage et décide d'entrer au séminaire en 1819. Il devient prêtre le 1er juin 1822 puis il est nommé archevêque de Besançon de 1828 à sa mort, en 1833. Il est créé cardinal en 1830. Il meurt du choléra lors de la grande épidémie de 1833. Il servit de modèle à Stendhal pour l'élégant évêque d'Agde dans Le Rouge et le Noir.
- Anne-Louis-Fernand de Rohan-Chabot (1789-1869), neuvième duc de Rohan, pair de France, maréchal de camp, aide de camp du duc de Berry, écuyer du duc de Bordeaux, commandeur de la Légion d'honneur, chevalier de Saint-Louis et du Mérite militaire de Bavière.
- Alain-Charles-Louis de Rohan-Chabot (1844-1914), onzième duc de Rohan, député du Morbihan de 1876 à 1914.
- Josselin-Charles-Marie de Rohan-Chabot (1879-1916), douzième duc de Rohan, député du Morbihan de 1914 à 1916. Mort pour la France le 13 juillet 1916 à Bray-sur-Somme.
- Alain Louis Auguste Marie de Rohan-Chabot (10/05/1913 à Paris – 27/05/1966 à Neuilly-sur-Seine), fils du précédent, 13e duc de Rohan, prince de Léon, comte de Porhoët. Prisonnier de guerre en 1940 à Sagan en Silésie. Se vit proposer un poste au Bretonische Regierung, mais refuse. Il sera libéré plusieurs mois plus tard conformément aux accords de la Commission de Wiesbaden. Revenu à Josselin, il entrera par la suite dans un réseau de résistance.
- Josselin-Charles-Louis-Jean-Marie de Rohan-Chabot (né en 1938), quatorzième duc de Rohan, sénateur du Morbihan (1983-2011), président du Conseil régional de Bretagne (1998-2004).

### Autres personnalités
- Guy-Auguste de Rohan-Chabot (1683-1760), dit « le chevalier de Rohan », maréchal de camp en 1719, lieutenant-général des armées du roi en 1734. Il fit bastonner Voltaire, à la suite d'une querelle chez Adrienne Lecouvreur. Voulant se venger, Voltaire est embastillé par ordre du duc, à la demande du cardinal de Rohan.
- Philippe-Ferdinand-Auguste de Rohan-Chabot (1815-1875), ambassadeur de la République française en Grande-Bretagne. Il fut le commissaire désigné par le roi Louis-Philippe pour procéder à l'exhumation du corps de Napoléon Ier à Sainte-Hélène et à son rapatriement en France en 1840.
- Geneviève-Aliette de Rohan-Chabot (1896-1972), marquise de Maillé, archéologue française, auteur de plusieurs ouvrages d'architecture sur les édifices religieux.
- Olivier de Rohan-Chabot (né en 1941), ancien président de la Société des amis de Versailles (1987-2009), président de l'association La Sauvegarde de l'art français depuis 2005.

## Alliances
Les principales alliances de la maison de Rohan-Chabot sont : de Rohan (1645), de Bec-Crespin de Grimaldi (1678), du Breil de Rays (1729), de La Rochefoucauld (1757), de Montmorency (1785), de Gontaut-Biron de Saint-Blancard (1817), de Lambertye (1817), Rouillé de Boissy (1843), de Chabrol-Tournoëlle (1860, 1933), de La Brousse de Verteillac (1872), de Brye (1901), de Rohan-Chabot (1906), de Talhouët-Roy (1906), de Maillé de La Tour-Landry (1917), d'Alsace de Hénin-Liétard (1917), de Cossé-Brissac (1928), de Lambilly (1928), de Clermont-Tonnerre (1929, 1940), de Faubournet de Montferrand (1933), Le Cardinal de Kernier (1935), de Liencourt (1937), de Vogüé (1939, 1993), de Luppé (1949), Sanjust di Teulada (1961), d'Harcourt (1962), de Bauffremont-Courtenay (1966, 1968), Burin des Roziers (1966), Boegner (1973), de Galard Terraube (1993), de Ponton d'Amécourt, von und zu Egloffstein (2002), de Mandat Grancey (2022), de Broglie (2024).

## Armes
| Blason | Blasonnement : Écartelé : aux 1 et 4, de gueules à neuf macles d'or (qui est Rohan) ; aux 2 et 3, d'or à trois chabots de gueules (qui est Chabot). |

## Titres
La maison de Rohan-Chabot reçut les titres suivants :
- Duc de Rohan et pair de France par lettres patentes de décembre 1648, confirmé en 1704
- Comte de l'Empire (1810)
- Pair de France héréditaire (1814 et 1815)
- Duc-pair (1817)
- Duc de Ravese par bref pontifical du 3 août 1908 (éteint en 1964)

## Portraits

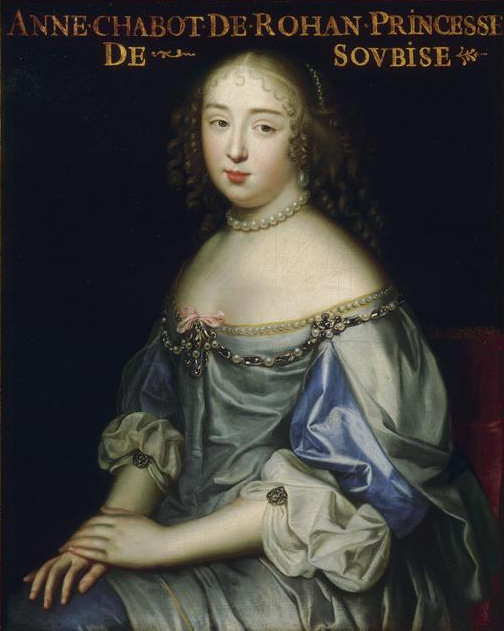
Anne de Rohan-Chabot (1648-1709), princesse de Soubise
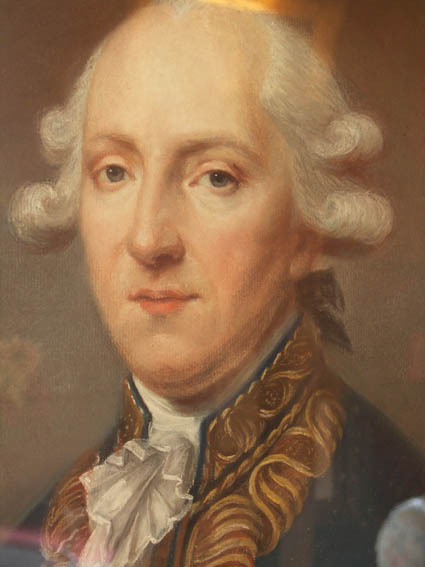
Louis-Antoine de Rohan-Chabot (1733-1807), duc de Rohan, lieutenant-général, chevalier de l'Ordre du Saint-Esprit
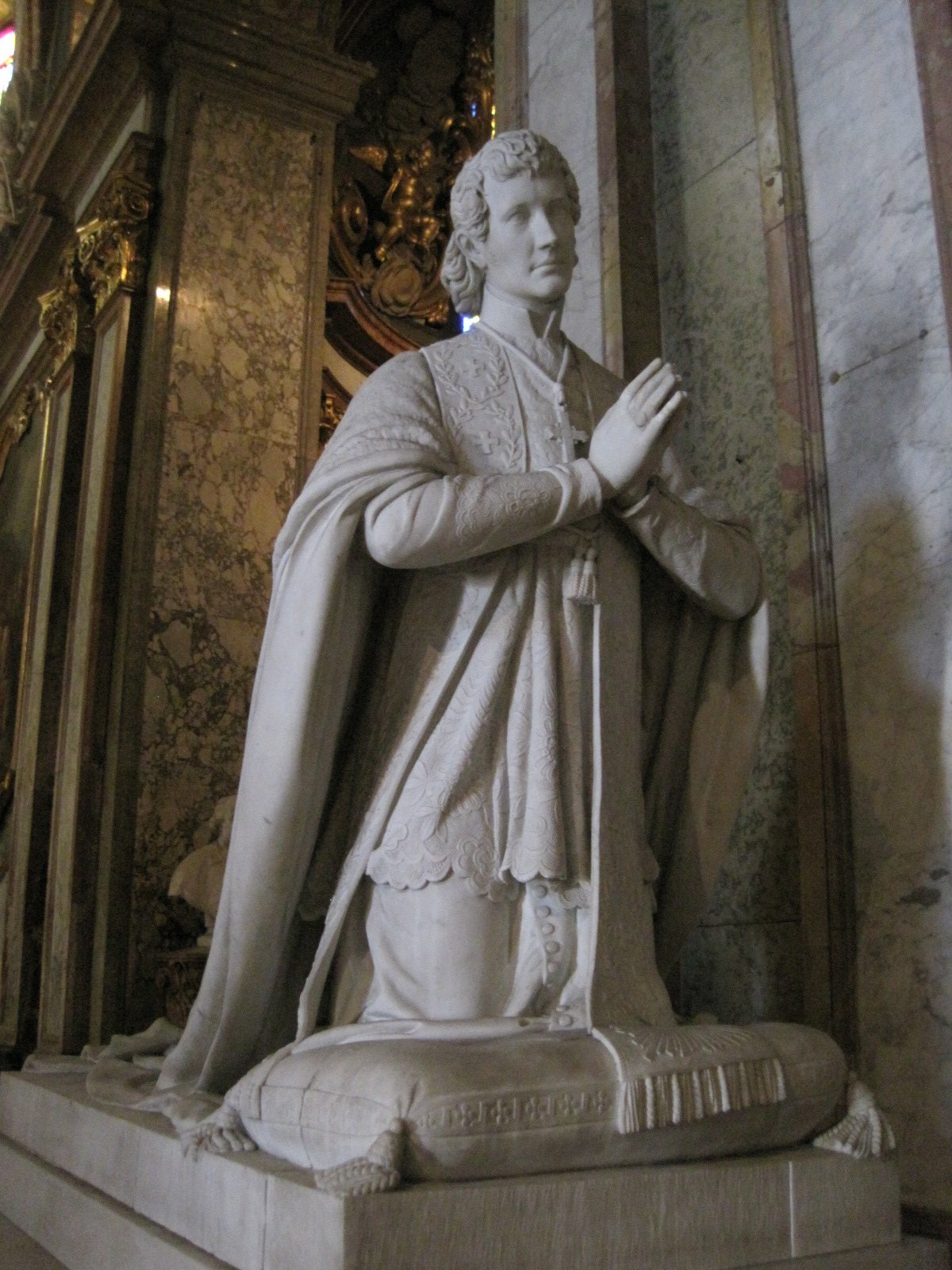
Louis-François de Rohan-Chabot (1788-1833), duc de Rohan, archevêque d'Auch, puis de Besançon, cardinal
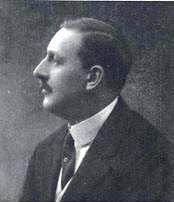
Josselin de Rohan-Chabot (1879-1916), duc de Rohan, député du Morbihan
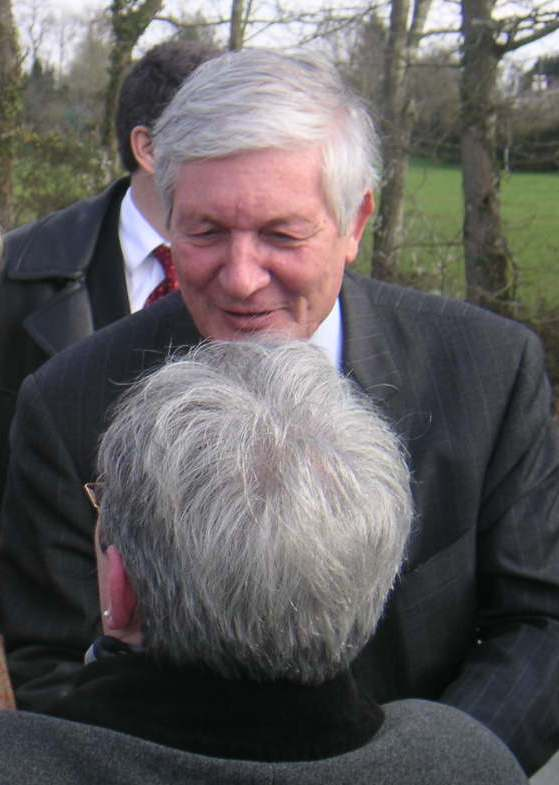
Josselin de Rohan-Chabot (1938), duc de Rohan, sénateur du Morbihan, président du Conseil régional de Bretagne